# Henryk Hayden
Henryk Hayden, Henri Hayden (ur. 1883 w Warszawie, zm. 1970 w Paryżu) – polski malarz.

## Życiorys
Przyszedł na świat w zasymilowanej rodzinie żydowskich handlarzy jako Henryk Hayden-Wurcel. Pierwsze studia rozpoczął w Instytucie Politechnicznym, następnie kształcił się w warszawskiej Szkole Sztuk Pięknych pod kierunkiem Konrada Krzyżanowskiego. Do Paryża przyjechał w  1907 roku. Od 1908 często udawał się do Bretanii, gdzie poznał Ślewińskiego.
Był blisko związany z krytykami Adolfem Baslerem i André Salmonem, którzy promowali jego malarstwo. Artysta przyjaźnił się z Maxem Jacobem, Matisse'em i Picassem.
Indywidualnie wystawy Haydena  w  galeriach Paryża: Druet (1911), Rosenberg (1919), de l'Effort Moderne (1919), Zborowski (1923), Bernheim (1928), Zak (1928, 1933), Drouant (1933), Pétrides (1939) i Suillerot (1953, 1957, 1965); Londynu: Waddington Galleries (1959), (1961), (1964), (1967).
Na wczesną twórczość Haydena miał wpływ Ślewiński. Geometryzacja form w latach 1912 – 1914 ujawniły inspiracje sztuką Cézanne'a.

## Znane obrazy
- Kobieta z wachlarzem, (1912)
- Martwa natura z fajką i gazetą, (ok. 1913)
- Trzej muzykanci, (1919)

WYSTAWY retrospektywne indywidualne 
- 1960.  Musée des Beaux-arts, Lyon.
- 1962.  Waddington Gallery, Londyn.
- 1968. « Hayden. Soixante ans de peinture 1908-1968 », Musée National d'Art Moderne, Paryż.
- 1970.  Maison de la culture w Bourges.
- 1977.  « Paysages de la Marne », Musée d'Art Moderne de la Ville de  Paris.
- 1979.  « Henri Hayden. 1883-1970 », musées des Beaux-arts w Rennes i w Le Havre.
- 1994.  Musée d'Art moderne, Troyes.
- 2013  “Henri Hayden  1883-1970”. Biblioteka Polska w Paryżu.
- 2013. Muzeum prywatne Villa la Fleur, Konstancin-Jeziorna.